# Banda Euterpe Cachoeirense
Banda Euterpe Cachoeirense é uma banda musical civil brasileira, criada no distrito de Cachoeira do Campo, município de Ouro Preto, Minas Gerais, em 25 de outubro de 1856. É a segunda banda de música mais antiga de Minas Gerais em funcionamento ininterrupto. 
Teve como fundador o Capitão Rodrigo José de Figueiredo Murta, ex-combatente da Guerra do Paraguai. A Banda Euterpe Cachoeirense se constitui atualmente numa sociedade civil de direito privado, sem fins lucrativos, tendo como um dos objetivos, o ensino e divulgação da música no distrito de Cachoeira do Campo.